# 古釜布
古釜布（ふるかまっぷ）とは、千島列島南部（南千島）の国後島中部にある集落の日本語名である。ロシア語ではユジノ・クリリスク (Южно-Курильск) と呼ばれている。
なお、本文中では、日本が主語になる文章では「古釜布｣、ロシアが主語になる文章では「ユジノ・クリリスク」と使い分けている。

## 概要
現在、ロシア連邦は国後島を含む千島列島全体を自国の極東連邦管区に属するサハリン州の一部として統治し、南クリル管区の中心地区、ユジノ・クリリスク町として扱っている。ロシア領としての自治体はユジノ・クリリスクを参照の事。
一方、1945年まで国後島を統治していた日本は、古釜布を北海道（千島国）国後郡泊村にある集落の一つとし、第二次世界大戦によりソビエト連邦（現在のロシア）に不法占領された日本の固有領土、｢北方領土｣（北方地域）の一部であるとして、現在でも領有権を主張している。
厳密に言うと、日本が指す「古釜布」とロシアが指す「ユジノ・クリリスク」は違う地点である。日本統治時代の古釜布は国後島の東海岸、太平洋に面した漁港であったが、1945年から統治を開始したソビエト連邦（ソ連、1991年からロシア）は日本人住民を追放した後、旧市街を見下ろす高台の上に新たな町を建設し、そこに移住した自国民を居住させた。ただし、日本もロシアも新旧の市街を合わせ、自らの呼称で呼んでいる。

## 歴史

### 領域確定まで
国後島には古くからアイヌ民族が先住し、漁業を中心にした生活を行っていた。18世紀になると日本人（和人）が来航し、蝦夷地と呼ばれていた北海道を支配していた松前藩の御用商人である飛騨屋がアイヌとの交易地点として古釜布や国後島南岸部の泊に「場所」（番屋）を開いたが、その横暴ぶりに怒ったアイヌの部族集団が1789年に蜂起し（クナシリ・メナシの戦い）、古釜布の場所も襲撃されて和人に死者が出た。この蜂起は松前藩が鎮圧したが、既にこの時期にはカムチャツカ半島から千島列島（ロシア名：クリル列島）へのロシア帝国の南下が始まっていたため、1797年に江戸幕府が国後島を含む東蝦夷地を直轄領として国防体制を強化した。1811年にはゴローニン事件の発生で日露関係がさらに悪化したが、蝦夷地と国後島の定期航路を開いた高田屋嘉兵衛らの尽力により解決し、大規模衝突は回避され、古釜布を含む国後島全域は日本の実効支配が確立した。1855年の日露和親条約により、国後島は正式に日本領として国際的に認知された。
この変動の中、先住民のアイヌ民族は絶えていった。1789年の蜂起でアイヌ側指導者を処刑した松前藩も飛騨屋による虐待を認めざるを得ず、蝦夷地の松前藩領を召し上げた江戸幕府もアイヌ民族の保護には手を付けなかった。和人の専横による漁場でのアイヌ人の「奴隷化」やアイヌ女性への凌辱は絶えず、さらには和人から天然痘などの伝染病も持ち込まれて、国後島のアイヌ集落は消滅した。このため、古釜布を含めた国後島は、ニシンなどを求める和人の漁民が春から秋にかけて滞在する姿ばかりが増え、定住人口はほとんどいない空白地となった。

### 日本による統治
1868年に江戸幕府を倒した明治新政府は1869年に蝦夷地を北海道と改め、千島列島全体を範囲とする千島国を設置して、国後島は一島で国後郡とした。その後、1882年-1886年の根室県時期を挟んで北海道に属し、1897年には根室支庁の一部になった。政治状況が安定し、日本の経済力が上昇する中、古釜布は周辺海域の豊かな水産資源を活かせる漁業基地として、徐々に日本人の定住人口を増やしていった。1923年からは国後島南部を領域とする泊村の一部となり、漁業や水産加工業を中心とした経済活動を実施した。泊村役場は古釜布ではなく、島の南岸にあり北海道との連絡に便利な泊（ロシア名：ゴロヴニノ）に置かれた。

### ソ連による統治
1945年9月1日、日ソ中立条約を破棄し、大日本帝国に宣戦布告を行ったソ連軍が国後島に上陸し、古釜布も占領した。既に大日本帝国はポツダム宣言の受諾を決定し通告していたが、調印はまだ行われておらず、法的には第二次世界大戦の戦闘状態が続いていた。ソ連軍は国後島全島を制圧して軍政の開始を布告し、更に1946年には南樺太・択捉島・色丹島・歯舞群島の旧日本領領域で南サハリン州（南樺太民政署）の成立を1945年9月20日にさかのぼって宣言し、1947年1月2日にはさらにサハリン州の一部とした。日本政府はソ連の処置を認めずに領土返還要求を行ったが、当時は連合国による占領を受けて外交能力を喪失していた事もあって、これは実現しなかった。また、古釜布に在住していた日本人住民は、ソ連軍への恐怖から多くが北海道へ避難し、残った住民も1947年から1948年にかけてソ連政府によって北海道へ追放されたため、古釜布から日本人はいなくなった。この抑留生活で命を落とした者も多く、住民のほとんどは財産を残したまま島を後にした。
その後で、ソ連政府は独ソ戦によって荒廃した自国の西部地域、ロシア西部やウクライナ等からの移民を送り込んだ。移住者には他のソ連国内と比較して2倍以上の賃金を支給したため、定住人口の移住が進んだ。その際、ソ連はかつて日本人が住んでいた海岸地域の北にある高台地域で新たにロシア風の小都市を建設し、日本（北海道）に近すぎる泊ではなく古釜布の新市街をユジノクリリスクと名付け、国後島（ロシア語：クナシル島）の行政中心地とした。ユジノ・クリリスクには行政庁や地区裁判所などが設置され、日本やアメリカ合衆国の侵略から祖国ソ連を守る「国境の島」の中心地となった。島内には新たに空港も整備され、メンデレーエフ空港と名付けられて、港と並ぶ町の玄関口となった。
逆に日本にとっての古釜布は、自国領土を不法占拠し、さらには「仮想敵国」として日本攻撃の危険性を常に秘め、強い警戒を要する共産主義国家・ソ連の最前線拠点ととらえられ、完全に「閉ざされた町」になった。日本は1951年のサンフランシスコ平和条約で独立を回復し、1956年の日ソ共同宣言でソ連との国交も回復したが、日露和親条約の有効性やソ連の対日宣戦の不当性から国後島を含む北方領土の即時返還を訴える日本の要求はソ連側に拒否された。また、ユジノクリリスク港には島の沿岸海域でソ連の国境警備隊に拿捕された日本人漁民が拘束され、没収された日本漁船が朽ちていく様も目撃された。1966年には日本人の元住民による古釜布への墓参団訪問が許されたが、これは非常に特殊かつ限定的な例で、北方領土墓参団の扱いを巡る日ソ両国の対立は根深かったため、古釜布訪問は1970年から1989年まで途絶えていた。

### 近年の変化
1985年に登場したソ連のミハイル・ゴルバチョフ政権は東西冷戦の緊張緩和に乗り出し、対日関係の改善にも積極的に動いた。これに呼応し、日本側も領土返還強硬論の一点張りから、現在のロシア人住民との交流拡大による相互理解の促進へと傾いた。これは、ペレストロイカの難航によりソビエト経済が破綻し、従来の高賃金が受け取れなくなって、高額の輸送費による物価高や物資不足で厳しい生活を強いられていたユジノクリリスク町民にとっても良いニュースとなった。こうして、1991年のゴルバチョフ訪日では両国の共同宣言に交流拡大と査証無し（ノービザ）での相互訪問が盛り込まれ、ソビエト連邦の崩壊で国後島の統治者がロシアに変わった1992年から北方四島交流事業（ビザ無し交流）が開始された。現在のユジノクリリスクの住民は交流船を利用して、根室市などの地域・期間限定で日本を訪問できるようになった。日本人の古釜布訪問も以前よりはずっと容易に可能となり、政府の訪問団なども国後島の拠点として古釜布をしばしば訪れているが、北方領土は日本固有の領土とする日本政府の基本姿勢は変わっていないため、現在の統治者であるロシアの主権を認める行為になる日本人の「ユジノクリリスク」定住は日本政府が認めていない。
1999年には古釜布（ユジノ・クリリスク）に「日本人とロシア人の友好の家」が建設され、ロシア人住民の災害時避難所や交流事業で来島した日本人の宿泊所として利用されるようになったが、その建設をめぐり日本の鈴木宗男衆議院議員を巡る疑惑が指摘された。鈴木は国会での証人喚問の後に逮捕され、「友好の家」は「ムネオハウス」の異名でも知られるようになった。また、2006年8月に歯舞群島の貝殻島付近で操業していた日本の漁船がロシア国境警備隊に銃撃され、漁民1人が死亡した第31吉進丸事件では、国境侵犯などのロシア国内法違反に問われた船長や船員が拘束され、この古釜布の「友好の家」、次いで町内の一般住居に軟禁された。日本政府は外務大臣政務官の山中燁子を海上保安庁の巡視船で派遣して古釜布で遺体や船員の引き取りを行い、更に船長の罰金刑が確定した後はビザ無し交流の訪問船で船長を古釜布から帰還させた。
ロシアの経済混乱によって深刻な状況にあったユジノ・クリリスクだが、2006年にウラジーミル・プーチン政権は2015年に至るクリル列島の総合開発計画を発表し、ユジノ・クリリスクの生活環境改善を図っている。2010年11月1日にはドミートリー・メドヴェージェフ大統領がサハリンからの空路でユジノ・クリリスクを訪問し、地熱発電所・学校・幼稚園などの視察で開発計画に基づく生活状況の改善を自讃し、ロシアによるクリル列島領有の正統性とその強化をアピールした。これはソ連・ロシアを通じて初の同国の最高指導者による北方領土訪問だったため、日本政府は訪問計画が明らかになった時点でその中止をロシア政府に求め、実施後には抗議を行ったが、ロシア側は「大統領が自国領土を訪問するのに他国と協議をする必要はない」としてこれに応じなかった。
日本気象協会が自社のホームページ内の「世界の天気」欄において、古釜布をロシア領ユジノクリリスクとして表記し、日本の気象庁が「問題がある」として指摘し、その後削除されていたことが2007年6月29日に明らかとなったとの報道があった。